# Гнєдич Петро Петрович
Петро Петро́вич Гнє́дич (30 жовтень 1855, Санкт-Петербург — 16 липня 1925, Ленінград) — російський письменник, драматург и перекладач, історик мистецтва, театральний діяч; внучатий племінник Миколи Гнєдича.

## Біографія
Петро Гнєдич народився в Санкт-Петербурзі в родині інженера шляхів сполучення; походив із роду Гнідичів, що здавна жили в Котельві (пізніше слобода Охтирського повіту Харківської губернії, на кордоні з Полтавською губернією), де і його дід, і прадід, і прапрадід були сотниками.
Закінчив Першу Санкт-Петербурзьку класичну гімназію. Навчався в Академії мистецтв у Санкт-Петербурзі (1875–1879, не закінчив).
У 1888 році заснував і редагував спільно з Соловйовим В. С. журнал «Північ», а в 1892 році — «Щорічник імператорських театрів». Голова Петербурзького Літературно-артистичного гуртка (1893–1895), завідував художньою частиною театру Літературно-артистичного гуртка (згодом Театр Літературно-мистецького товариства), керував трупою Александрінського театру (1900–1908).
З 1914 року директор музею Імператорського товариства заохочення мистецтв. Після Російської революції (1917) був членом репертуарної секції Петроградського відділення Театрального відділу (1918–1919).
Петро Петрович Гнєдич помер 16 липня 1925 року в місті Ленінград.

## Літературна діяльність
Дебютував у пресі оповіданнями в журналі «Нива» 1877 року. Його перша п'єса «Двері не замкнули» (1878, видана в 1883) була поставлена спочатку в приватному театрі Анни Бренко і в Пушкінському театрі вМоскві під назвою «На хуторі», а в 1883 році — в Олександрійському театрі під назвою «Пташка в пастці», багаторазово ставилася в різних театрах.

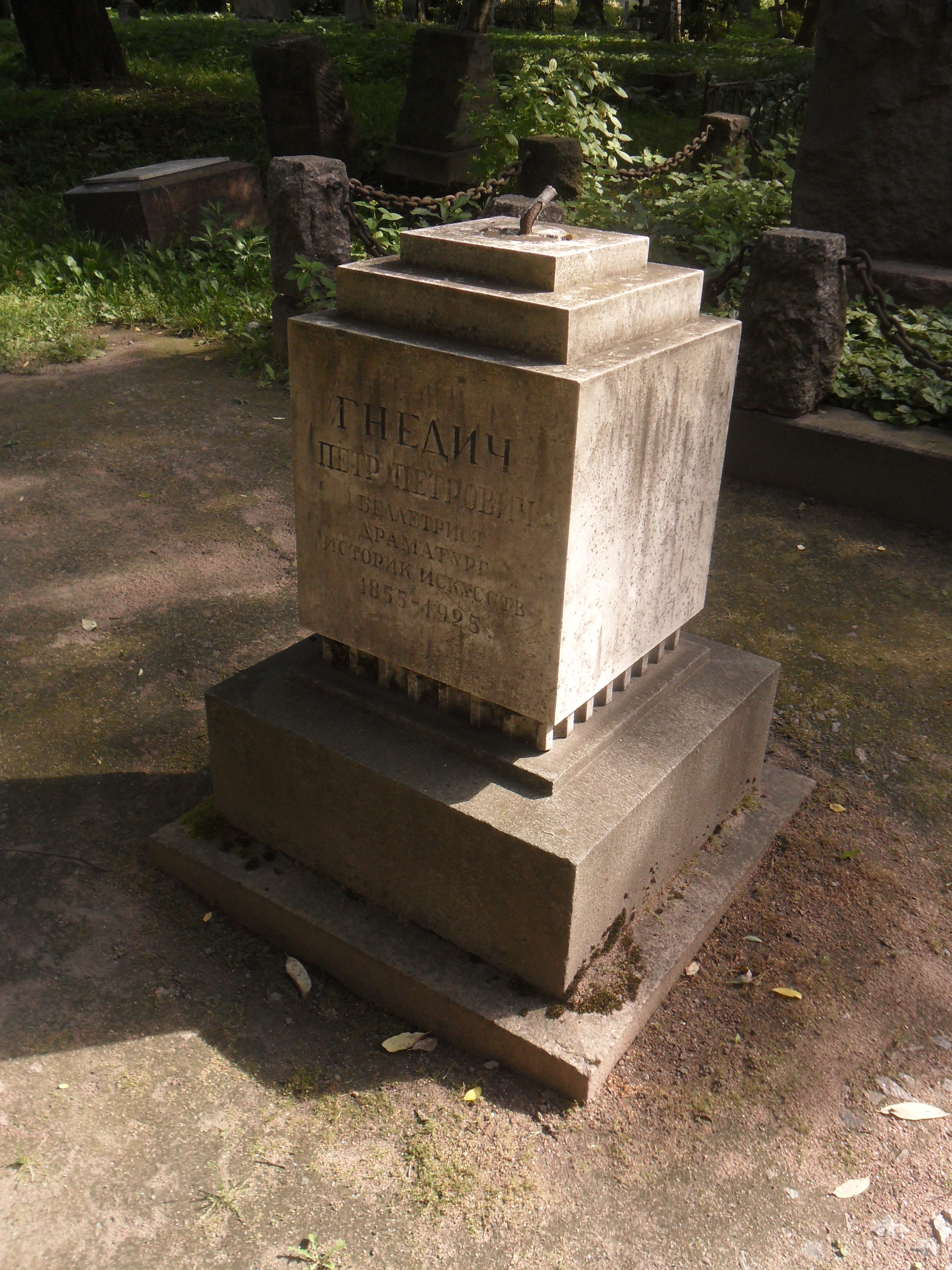
Могила Гнедича
на Літераторських мостках
в Санкт-Петербурзі

З кінця 1870-х років друкував романи, повісті, нариси, фейлетони, гуморески, вірші, рецензії в газеті "Санкт-Петербурзькі відомості ", журналах «Кругозір», «Шут», «Уламки» і багатьох інших виданнях. Випустив збірки «Повести и рассказы» [Архівовано 23 серпня 2017 у Wayback Machine.] (1885), «Семнадцать рассказов» (1888), «Новые рассказы» (Т. 1-2, 1890), «Кавказские рассказы» (1894), «Мгновенье» (1896) та інші, також збірки фейлетонів «Песьи мухи» (Т. 1-3 1905—1909). Його п'єса «Горящие письма» [Архівовано 11 березня 2017 у Wayback Machine.] стала першим режисерським досвідом К. С. Станіславського на сцені Московського товариства мистецтва і літератури (МОИиЛ).
Автор численних праць з історії мистецтва (видані в 1885 році), об'єднаних у книгу «Історія мистецтв з найдавніших часів» (Т. 1-3, 1897; неодноразово перевидавалася).
Автор роману «Китайские тени» [Архівовано 23 серпня 2017 у Wayback Machine.] («Русский вестник», 1894; окреме видання — 1895), «Ноша мира сего» [Архівовано 23 серпня 2017 у Wayback Machine.] (1899), «Туманы»  [Архівовано 23 серпня 2017 у Wayback Machine.](1899), «Купальные огни» [Архівовано 28 серпня 2016 у Wayback Machine.] (1900).
Успіх мали постановки п'єс із загальною ліберальною спрямованістю, сценічною цікавістю, живим діалогом «Перекати поле» (1889), «Горящие письма» (1890), «Зима» (1905), «Холопы» (1907), «Болотные огни» (1909) та інші. П'єси видані в збірках «Шесть комедий» (1887), «Второй том комедий» (1894).
Перекладав твори Шекспіра: «Гамлет» (1891), «Приборкання норовливої» (1899).
Мемуарист: Книга жизни: воспоминания, 1855—1918 [Архівовано 24 березня 2016 у Wayback Machine.]. — Л.: «Прибой», 1929. — 371 с.
На слова П. П. Гнєдича були написані романси «Сладким запахом сирени» (М. К. Ліппольд), «Вся закутана чадрою» (А. А. Тарутин), «Моя малютка дорогая» (Б. В. Гродзкий), «Я помню детства золотого» (Е. К. Розенов).

## Твори
- История искусств с древнейших времен: с 430 грав. в тексте. — СПб. : А. Ф. Маркс, 1885. — 506 с.
- Китайские тени. — СПб., 1895
- История искусств. В 3-х томах. — СПб. : А. Ф. Маркс, 1897.
- Книга жизни: Воспоминания: 1855—1918 / Редакц. и примеч. В. Ф. Боцяновского (Переиздание 1929 года). — М. : Аграф, 2000. — 368 с. — 2000 прим. — ISBN 5-7784-0103-5.
- История искусств: живопись, скульптура, архитектура. — М. : ЭКСМО, 2005.
- Хроника русских драматических спектаклей на императорской петербургской сцене 1881—1890 годов. — Петроград, 1918. — Т. 1.